# Länsväg 236
De Zweedse weg 236 (Zweeds: Länsväg 236) is een provinciale weg in de provincie Värmlands län in Zweden en is circa 11 kilometer lang.

## Plaatsen langs de weg
- Karlstad
- Skoghall

## Knooppunten
- E18 en Riksväg 63 bij Karlstad (begin)